# Shorea falciferoides
Shorea falciferoides är en tvåhjärtbladig växtart. Shorea falciferoides ingår i släktet Shorea och familjen Dipterocarpaceae.

## Underarter
Arten delas in i följande underarter:
- S. f. falciferoides
- S. f. glaucescens